# 宮城信大朗
宮城 信大朗（みやぎ しんたろう、1985年 - ）は、日本の表現者。沖縄県出身、在住。絵画、文芸、歌、語りの分野で活動。

## 人物
2004年より沖縄県内の同人誌や文芸誌にて詩、小説、童話、エッセイなど幅広いジャンルの作品を執筆中。2013年、南定四郎らをメンバーに迎え小文芸誌「霓」を立ち上げる。
惣領泰則よりボーカルトレーニングを受け、2009年に惣領のプロデュースするコーラスグループ へ加入。以後、海外公演や地元沖縄県での祭りなどに多数出演（2012年にグループを脱退）。2011年よりSHINTAROMIYAGI名義でソロ活動を開始。
2012年以降、沖縄市レインボーパレードのポスター、フライヤーイメージを担当。
2013年、ゲイ雑誌「Badi 7月号」にて漫画家デビューした。
沖縄県のコミュニティ放送局エフエム那覇の番組に出演した際、自身がパンセクシュアルであることを明かした。

## 経歴

### 個展
- イラスト展"ブーゲンビレヤ"（1999年）
- 詩画展"TAXIPOOL"（2013年）

### 出演

#### ラジオ
- "サクラジ" FMコザ（2014年〜2015年）*レギュラーアシスタントを務めた

#### 主催ライブ
- "GOOD NIGHT"（2011年）
- "カラフル☆カーニバル2014"（2014年）*実行委員として開催、出演

### 書籍

#### 詩集
- 詩集『NEW』 ボーダーインク（2006年）
- 詩集『恋人』 TYPISA RECORD（2015年）

#### その他
- 小文芸誌「霓」ⅰ ～ xx TYPISA RECORD（2013年～2023年）

### 連載
- 沖縄タイムス 唐獅子（2022年7月～12月）